# 李林峰
李林峰（1988年1月9日—），是一名中国足球运动员，效力於中国足球超级联赛球队青岛中能，司职后卫。

## 俱乐部生涯
李林峰出自中甲球队青岛海利丰青训体系，和于大宝一起被视为球队的希望之星，2004年进入一线队。虽然在2005年年仅17岁的李林峰就迎来自己的首场职业比赛，但他在球队前几年出场的机会并不多，仅在2006年后半段顶替被俱乐部“三停”的张波成为球队的主力。2008年，他开始获得稳定的出场时间，并逐渐成为球队的主力后卫。2010年2月21日，中国足协纪律委员会直接取消涉及假球案的青岛海利丰联赛注册资格，球员也成为自由身，李林峰在3月份加盟同城的中国足球超级联赛球队青岛中能。2011年5月4日，他在2011年中国足协杯第一轮首次代表青岛中能出场迎战中甲球队广东日之泉，最终青岛中能点球决战失利被淘汰。

## 国家队生涯
李林峰是中国国少队赢取2004年亚少赛冠军的成员，他还代表中国国少队参加2005年世界少年足球锦标赛。